# NSP TV
NSP TV는 문화체육관광부에 뉴스통신사로 정식 등록한 한국의 경제뉴스통신사인 NSP통신 산하의 영상뉴스 채널이다.

## 역사
2011년 NSP통신이 2011년 6월 29일에 NSP TV로 영상뉴스를 본격적으로 서비스했다.
이어 NSPTV는 2011년 판도라TV와 영상뉴스 공급 제휴및 채널 서비스를 시작했다.
NSPTV는 각 지역의 기업, 생활, 사회, 정치 등의 이슈를 다루고 있으며 경제를 중심으로 다루고 있다.
NSPTV는 2011년부터 현재(2015년)까지 꾸준한 영상뉴스를 통해 독자들에게 보다 쉽게 경제는 물론 지역 정보를 전달하고 있다.
현재 부산 경남, 전남, 전북, 충남 등에 각 지역별 보도국이 편성돼 있으며 아나운서, 기자, PD 등 50여명이 활동하고 있다.
영상뉴스는 영어, 중국어, 러시아어, 베트남, 일본어 등으로 번역돼 국내는 물론 해외망을 통해 전달하고 있다.